# Corvus meeki
Corvus meeki  (лат.) — вид птиц из рода во́ронов. Видовое название дано в честь Алберта Стьюарта Мика (1871—1943).

## Описание
Corvus meeki — тяжёлая и крупная птица, 41 см в длину, оперение полностью чёрное, с сильным блеском и разноцветным отливом, крупный чёрный клюв. Радужка глаза, как правило, коричневая.

## Среда обитания и распространение
Corvus meeki — эндемик северной части Соломоновых островов: он живёт на островах Бугенвиль, Бука (Папуа — Новая Гвинея) и на группе островов Шортленд (Соломоновы Острова).
Эти вороны обитают во влажных субтропических или тропических лесах, а также в туманных лесах на высоте ниже 1600 м, а кормятся на кокосовых плантациях и в нарушенных местообитаниях вблизи леса.
В настоящее время этот вид достаточно распространён, но в будущем возможна угроза ввиду уничтожения среды обитания из-за увеличения вырубки леса.